# K-Klasse (1972)
Die K-Klasse ist eine Klasse von Doppelendfähren, die Anfang der 1970er-Jahre für das British Columbia Ministry of Transportation and Highways in Kanada gebaut wurden.

## Beschreibung
Die Schiffe wurden auf der kanadischen Werft Vancouver Shipyards in North Vancouver für das British Columbia Ministry of Transportation and Highway gebaut und 1972 abgeliefert. Der Schiffsentwurf stammte vom Schiffsarchitekturbüro Robert C. McHaffie in Victoria. Die Schiffe sind praktisch baugleich, unterscheiden sich aber teilweise geringfügig in Bezug auf ihre Abmessungen bzw. ihre Vermessung.
Die Schiffe werden von zwei Caterpillar-Dieselmotoren des Typs 3406-B angetrieben. Die Motoren wirken auf jeweils eine Propellergondel an den beiden Enden der Fähren.
Die Klatawa wurde 1985 auf Dual-Fuel-Antrieb umgebaut, um mit Marinedieselöl oder mit komprimiertem Erdgas angetrieben werden zu können. Dafür wurden der Antriebsmotor umgerüstet und auf dem Hauptdeck acht CNG-Tanks in zwei getrennten Abteilungen installiert. Die Tanks in jeweils einer Abteilung versorgten einen der Antriebsmotoren. Die Tanks wurden zweimal am Tag mithilfe eines am Anleger installierten Kompressors gefüllt. 1988 wurde auch die Kulleet entsprechend umgerüstet. Hier wurden vier CNG-Tanks installiert. Die Klatawa gilt als die erste Fähre weltweit, die mit Erdgas betrieben wurde.
Die Klatawa wurde während der „International Gaseous Fuels for Transportation“-Konferenz auf der Expo 86 in Vancouver ausgestellt. Die Weltausstellung hatte das Thema „Transportation and Communication: World in Motion – World in Touch“.
Die Fähren verfügen über ein durchlaufendes Fahrzeugdeck mit drei Fahrspuren. Das Fahrzeugdeck ist über landseitige Rampen zugänglich.
Auf beiden Seiten der Fähren befinden sich Aufbauten. Auf einer Seite befindet sich hier ein Aufenthaltsraum mit Sitzbänken für die Passagiere. Auf der anderen Seite ist auf den Aufbauten das Steuerhaus aufgesetzt. Außerdem verfügen die Fähren über offene Decksbereiche mit weiteren Bänken.

## Schiffe
| K-Klasse     | K-Klasse  | K-Klasse   | K-Klasse                   |
| Bauname      | Baunummer | IMO-Nummer | Spätere Namen und Verbleib |
| ------------ | --------- | ---------- | -------------------------- |
| Kulleet      | 28        | 7228508    | Nelson Mac                 |
| Klatawa      | 29        | 7228493    | Marena Mac                 |
| Denman Queen | 30        | 7228481    | 1973: Klitsa               |

Die Kulleet und die Klatawa wurden 1972 vom British Columbia Ministry of Transportation and Highways in Dienst gestellt. Sie verkehrten zunächst in erster Linie auf Fährverbindungen zu und zwischen den Gulf Islands, die Kulleet unter anderem auf der Fährverbindung von Chemainus auf Vancouver Island nach Thetis Island und Kuper Island, die Klatawa unter anderem auf der Fährverbindung von Nanaimo auf Vancouver Island nach Gabriola Island.
Die Klatawa wurde 1976 wurde auf die als „Albion Ferry“ bezeichnete Fährverbindung über den Fraser River zwischen Maple Ridge und Fort Langley verlegt, die sie zunächst mit der T’Lagunna bediente, die seit der Aufnahme der Fährverbindung am 2. Juni 1957 hier verkehrte. Die Kulleet wurde ab 1985 auf der Fährverbindung zwischen Maple Ridge und Fort Langley eingesetzt, woraufhin die T’Lagunna außer Dienst gestellt wurde.
1999 ging die Verantwortung für die Fährverbindung an die South Coast British Columbia Transportation Authority (TransLink) über. Diese ließ beide Schiffe von Fraser River Marine Transportation auf der Strecke betreiben.
Nach der Eröffnung der Golden Ears Bridge im Juni 2009 wurde die Fährverbindung über den Fraser River am 31. Juli 2009 eingestellt. Die Fähren wurden am ehemaligen Fähranleger in Maple Ridge aufgelegt. TransLink bot sie für jeweils 1,1 Mio. kanadische Dollar zum Verkauf an. Die beiden Fähren beförderten auf der Strecke zuletzt jährlich rund 1,5 Millionen Fahrzeuge und vier Millionen Passagiere.
Ende 2011 wurden beide Fähren für 400.000 kanadische Dollar an das Unternehmen Tidal Towing in Port Coquitlam verkauft. Tidal Towing verkaufte die Fähren 2018 an das Unternehmen Diversified Marine in Halfmoon Bay. Die nach der Kulleet Bay, einer Bucht im Osten von Vancouver Island, benannte Kulleet wurde später in Nelson Mac, die Klatawa in Marena Mac umbenannt.
Die Denman Queen wurde 1973 auf der Strecke zwischen Buckley Bay auf Vancouver Island und Denman Island in Dienst gestellt. Noch im selben Jahr wurde sie in Klitsa umbenannt. 1978 wurde die Fähre auf der Strecke von der Kahloke ersetzt.
1985 übernahm BC Ferries im Zusammenhang mit der Übernahme des Fährverkehrs vom British Columbia Ministry of Transportation and Highways auch die Klitsa. BC Ferries nutzte die Fähre auf der Strecke zwischen Chemainus und Thetis Island bzw. Kuper Island. Im Winterhalbjahr wurde sie hier teilweise von der Kahloke ersetzt. Zeitweise wurde die Klitsa auf der Fährverbindung über den Fraser River zwischen Maple Ridge und Fort Langley eingesetzt, wenn eine der beiden Fähren dort nicht zur Verfügung stand.
Mittlerweile verkehrt die Fähre auf der Strecke zwischen Brentwood Bay und Mill Bay.
Die Fähre ist nach dem westlich von Port Alberni auf Vancouver Island liegenden Klitsa Mountain benannt.
Die Fähren werden unter der Flagge Kanadas betrieben. Heimathafen ist Victoria.

## Sonstiges
BC Ferries betreibt neben der Klitsa mit der Kahloke, der Kwuna und der Pune’luxutth (ex Kuper) drei weitere Fähren, die bisweilen als K-Klasse zusammengefasst werden. Anders als die Schwesterschiffe Kullett, Klatawa und Klitsa sind die anderen drei Fähren allerdings keine Schwesterschiffe, sondern unterscheiden sich deutlich in ihren Abmessungen und Kapazitäten.
2017 wurde an Bord der Kulleet und der Klatawa ein durch Crowdfunding finanzierter Horror-Kurzfilm gedreht.